# Treffen sich zwei
Treffen sich zwei ist ein deutscher Film aus dem Jahr 2016. Regie führte Ulrike von Ribbeck. Der Film basiert auf dem gleichnamigen Roman von Iris Hanika.

## Handlung
Senta arbeitet in einer Galerie und ist mit Rainer befreundet. An ihrem 35. Geburtstag wird sie von ihm verlassen. Auch ihre Pläne, ein Kunst-Stipendium zu bekommen, scheitern. Von ihrem Arbeitgeber ist Senta wegen dessen Eigenurinkonsums angeekelt. Eines Tages trifft sie in der Kneipe Thomas, der als Systemadministrator arbeitet und eher unromantisch veranlagt ist. Während Senta eine Affäre mit Thomas eingeht, taucht Rainer wieder auf. Eine Besonderheit des Filmes ist, dass Senta in jeder Szene zum Zuschauer spricht.

## Kritik
Die Frankfurter Allgemeine Zeitung schreibt: „[Thomas] ist auf eine Weise verkniffen, die er schon körperlich ausstrahlt. Und genau das sind selbstverständlich die besten Voraussetzungen für eine Amour fou. Diese setzt Ulrike von Ribbeck feinsinnig, nuancen- und anspielungsreich und voller Komik in Szene.“
Das Lexikon des internationalen Films kommt zu folgendem Fazit:  „Konstruierte, ganz auf die sympathische Hauptdarstellerin zugeschnittene (Fernseh-)Liebeskomödie, die sich betont natürlich gibt und doch dramaturgisch eher verkrampft daherkommt.“

## Verweise
- Tamtamfilm über „Treffen sich zwei“
- Treffen sich zwei  bei crew united
- Treffen sich zwei bei IMDb
- Rezension in der FAZ